# Dicranota luteola
Dicranota (Rhaphidolabis) luteola là một loài ruồi trong họ Pediciidae. Chúng phân bố ở vùng sinh thái Palearctic.